# Марија Пикић
Марија Пикић (Требиње, 17. децембар 1989) српска и босанохерцеговачка је глумица.

## Биографија
Рођена је 1989. у Требињу. Дипломирала је глуму на Академији умјетности у Бања Луци. 
 Већ на самом почетку студија је добила прву филмску улогу у филму „Непријатељ” Дејан Зечевића. Од тада је остварила значајне улоге у филмовима и ТВ серијама које су јој донеле бројне награде и признања. Са филмом „Дјеца” Аиде Бегић доживела је значајан успех. Филм је освојио специјалну награду жирија у селекцији Un Certain Regard на филмском фестивал у Кану, а за улогу у том филму Марија је добила „Срце Сарајева” за најбољу глумицу на Сарајево Филм Фестивалу. Такође, освојила је награду за најбољу глумицу на 12. Фестивалу Медитеранског филма у Бриселу, у Белгији и награду "Ангела" Европског филмског фестивала у Килкенију у Ирској. Остварила је још неколико значајних филмских улога, као што су улоге у филмовима „Са мамом”, „Сизиф К.” и „Месо”, сарађујући са угледним босанскохерцеговачким и српским редитељима и глумцима. Такође, регионалној публици позната је и по улогама у популарним ТВ серијама, као што су “Луд, збуњен, нормалан”, “Криза” и “Конак код Хилмије”.

## Филмографија
| Год.       | Назив                          | Улога                     |
| ---------- | ------------------------------ | ------------------------- |
| 2009.      | 32. децембар                   | секретарица               |
| 2011.      | Непријатељ                     | Даница                    |
| 2011−2012. | Цват липе на Балкану           | Катарина Каћа Арсенијевић |
| 2012.      | Дјеца                          | Рахима                    |
| 2013.      | Са мамом                       | Берина                    |
| 2013−2014. | Криза                          | Ема Фирдус                |
| 2014−2016. | Луд, збуњен, нормалан          | Лада                      |
| 2015.      | Сизиф К.                       | Танатос                   |
| 2017.      | Месо                           | Марија                    |
| 2018.      | Конак код Хилмије              | Азра Фрљ                  |
| 2019.      | SEE Factory Sarajevo mon amour |                           |
| 2019.      | Пакет                          |                           |
| 2022.      | Балада                         | Мери                      |
| 2023.      | Олуја                          | Јела                      |
| 2023.      | Олуја (ТВ серија)              | Јела                      |
| 2023.      | Кафана на Балкану              | Нада                      |
| 2023.      | Позив (ТВ серија)              | Мирјана                   |